# Nikola Topić
Nikola Topić (em cirílico sérvio: Никола Топић, Novi Sad, 10 de agosto de 2005) é um jogador sérvio basquete profissional que atualmente joga no Oklahoma City Thunder da National Basketball Association (NBA).
Profissionalmente, ele jogou pelo Estrela Vermelha, Slodes, Beograd e Mega Basket na Sérvia e foi selecionado pelo Thunder como a 12 escolha geral no draft da NBA de 2024.

## Início de carreira
Topić cresceu jogando basquete pelo KK Defense de sua cidade natal, Novi Sad, de onde se juntou ao sistema juvenil do Estrela Vermelha em junho de 2020.

## Carreira profissional

### Estrela Vermelha (2022–2024)
Em 28 de março de 2022, Topić fez sua estreia profissional pelo Estrela Vermelha em uma partida da Liga Adriática contra o time esloveno Krka aos 16 anos. Ele marcou 4 pontos e deu 5 assistências em 16 minutos. Aos 16 anos, sete meses e dezoito dias de idade, ele se tornou o jogador mais jovem na história do clube a marcar pontos na Liga Adriática. Em 1º de abril de 2022, Topić fez sua estreia na Euroliga em uma derrota por 82–57 para o Bayern de Munique, tornando-se um dos jogadores mais jovens a jogar na Euroliga aos 16 anos e 253 dias de idade.

#### Temporada de 2022–23
No início da temporada de 2022–23, Topić foi emprestado ao time sérvio Slodes em setembro de 2022. Ele retornou ao Estrela Vermelha logo depois e jogou com o time de outubro a dezembro do mesmo ano, durante o qual, em papel limitado, teve média de 3,4 pontos em sete jogos da Liga Adriática.
Em 9 de janeiro de 2023, a Liga Adriática recusou e cancelou a transferência de Topić para o FMP Meridian. Por fim, ele foi emprestado ao Beograd pelo resto da temporada de 2022–23. Com o Beograd, ele jogou em 19 jogos da Liga Sérvia com médias de 17,8 pontos, 5,3 assistências e 3,8 rebotes.

#### Temporada de 2023–24
Em 17 de julho de 2023, Topić assinou seu primeiro contrato profissional com o Estrela Vermelha. No início da temporada de 2023–24, Topić foi emprestado ao time sérvio Mega Basket. Ele teve média de 18,6 pontos, 6,9 assistências e 3,7 rebotes em 13 jogos, antes de ser emprestado de volta ao Estrela Vermelha em dezembro de 2023. Em 4 de janeiro de 2024, ele sofreu uma lesão no joelho em um jogo contra o Partizan.
Em 10 de abril de 2024, ele ganhou o Prêmio de Melhor Prospecto da Liga Adriática após garantir mais da metade dos votos. Ele teve médias de 17,9 pontos, 6,8 assistências e 3,6 rebotes quando ganhou o prêmio.
Em 27 de maio de 2024, Topić sofreu uma ruptura parcial do ligamento cruzado anterior em um jogo contra o Partizan.

### Oklahoma City Thunder (2024–Presente)
Em 26 de junho de 2024, Topić foi selecionado pelo Oklahoma City Thunder como a décima segunda escolha geral no draft da NBA de 2024. Em 6 de julho, ele assinou um contrato de 4 anos e US$23 milhões com o Thunder. Mais tarde, foi anunciado que Topić deveria perder toda a temporada de 2024-25 devido a uma cirurgia em seu ligamento cruzado anterior.

## Carreira na seleção
Em agosto de 2021, Topić foi membro da Seleção Sérvia Sub-16 que participou do EuroBasket Sub-16 em Novi Sad, Sérvia. Ele jogou apenas uma partida, registrando 17 pontos, 8 rebotes e 5 assistências em uma vitória de 83–52 sobre a República Tcheca. Ele fez a sua estreia na equipe principal contra Porto Rico em 16 de agosto de 2023.

## Estatísticas da carreira

### Liga Adriática
| Ano      | Equipe        | PJ | MPJ  | AP   | 3P   | LL    | RT  | AS  | BR  | TO | PPJ  |
| -------- | ------------- | -- | ---- | ---- | ---- | ----- | --- | --- | --- | -- | ---- |
| 2021–22  | Crvena zvezda | 2  | 11.5 | .200 | .000 | 1.000 | 1.0 | 3.0 | 1.5 | —  | 2.0  |
| 2022–23  | Crvena zvezda | 7  | 8.0  | .625 | .250 | 1.000 | 1.0 | .7  | .3  | —  | 3.4  |
| 2022–23  | OKK Beograd   | 19 | 30.3 | .552 | .373 | .853  | 3.8 | 5.3 | 1.5 | —  | 17.8 |
| 2023–24  | Mega          | 13 | 34.1 | .524 | .288 | .850  | 3.7 | 6.9 | .9  | .1 | 18.6 |
| 2023–24  | Crvena zvezda | 5  | 15.7 | .393 | .333 | 1.000 | 1.8 | 3.2 | .8  | .2 | 6.0  |
| Carreira | Carreira      | 46 | 19.2 | .458 | .249 | .940  | 2.2 | 3.8 | 1.0 | .1 | 9.5  |

### EuroLeague
| Ano      | Equipe        | PJ | PT | MPJ  | AP   | 3P   | LL    | RT  | AS  | BR | TO | PPJ |
| -------- | ------------- | -- | -- | ---- | ---- | ---- | ----- | --- | --- | -- | -- | --- |
| 2021–22  | Crvena zvezda | 1  | 0  | 2.0  | .000 | —    | —     | —   | —   | —  | —  | 0.0 |
| 2022–23  | Crvena zvezda | 2  | 0  | 4.0  | .000 | .000 | —     | 1.0 | .5  | —  | —  | 0.0 |
| 2023–24  | Crvena zvezda | 2  | 2  | 15.0 | .375 | .000 | 1.000 | 1.5 | 3.5 | .5 | —  | 3.5 |
| Carreira | Carreira      | 5  | 2  | 7.0  | .125 | .000 | 1.000 | 1.2 | 2.0 | .5 | —  | 1.1 |

## Vida pessoal
Nikola é filho de Milenko Topić, um técnico de basquete e ex-jogador sérvio. Um ala-pivô, Milenko passou a maior parte de sua carreira na Liga de Sérvia e Montenegro jogando pelo Profikolor, BFC Beočin, Estrela Vermelha, Budućnost e Hemofarm. Mais tarde na carreira, Milenko jogou na Itália e na Grécia. O pai de Nikola também representou a Seleção Jugoslava, com quem ganhou medalhas de ouro no EuroBasket de 1997 e na Copa do Mundo de 1998, uma medalha de prata nas Olimpíadas de 1996 e um bronze no EuroBasket de 1999.

## Links externos
- Nikola Topić em aba-liga.com
- Nikola Topić em euroleague.net
- Nikola Tópico em realgm.com
- Nikola Tópico em proballers.com